# New Zealand State Highway 25
Der New Zealand State Highway 25 (auch State Highway 25 oder in Kurzform SH 25) ist eine Fernstraße von nationalem Rang auf der Nordinsel von Neuseeland.

## Strecke
Der SH 25 zweigt vom New Zealand State Highway 2 ab und folgt dem Waitakaruru River zu dessen Mündung am Firth of Thames, an dessen Südufer er bis zur Ortschaft Thames führt. Im Süden davon zweigen der New Zealand State Highway 26 und der New Zealand State Highway 25A ab. Von Thames aus führt der SH 25 am Ostufer des Firth of Thames nach Norden entlang der Coromandel Range im Osten bis zum Coromandel Harbour. Dort knickt er nach Osten ab und quert die Coromandel-Halbinsel bis zum Whangapoua Harbour. Bei Kūaotunu knickt er erneut ab und führt an der östlichen Küste der Halbinsel in südlicher Richtung durch die Städte Whitianga, Tairua und Whangamatā. Er endet am SH 2 bei Waihi.